# Ruin (Architects)
| Recensione | Giudizio |
| ---------- | -------- |
| AllMusic   |          |

Ruin è il secondo album in studio del gruppo musicale britannico Architects, pubblicato il 25 giugno 2007 dalla United by Fate Records e dalla Century Media Records.
Composto da undici brani, si tratta della prima pubblicazione a figurare il cantante Sam Carter in formazione.

## Tracce
Testi di Sam Carter, musiche degli Architects.
1. Buried at Sea – 3:42
2. Hunt Them Down – 3:19
3. You'll Find Safety – 3:33
4. Always – 4:11
5. Sail This Ship Alone – 1:55
6. Heartless – 4:28
7. North Lane – 3:15
8. I Can't See the Light – 4:24
9. Low – 2:24
10. Running from the Sun – 3:43
11. Save Me – 4:38

## Formazione
Hanno partecipato alle registrazioni, secondo le note di copertina:
Gruppo
- Sam Carter – voce
- Tom Searle – chitarra
- Tim HB – chitarra
- Dan Searle – batteria
- Ali Dean – basso

Produzione
- John Mitchell – produzione, ingegneria del suono, missaggio
- Ben Humphreys – produzione, ingegneria del suono
- Architects – produzione
- Tim Turan – mastering